# 大洋丸菌属
大洋丸菌属（学名：Oceaniglobus）是红杆菌科下的一个属。

## 下属物种
本属包括以下物种：
- 鱼肠大洋丸菌 Oceaniglobus ichthyenteri
- 印度大洋丸菌 Oceaniglobus indicus
- Oceaniglobus roseus